# Hammarby, Eskilstuna kommun
Hammarby är en småort i Eskilstuna kommun  i Södermanlands län och kyrkbyn i Hammarby socken. Småorten ligger på östra sidan om Mälarvägen som leder norrut mot Sundbyholm.Här ligger Hammarby kyrka med ursprung från 1100-talet.
Strax väster om Hammarby ligger Lövhulta.
Hammarby bestod ännu i slutet av 1800-talet av sju gårdar, idag finns endast några få byggnader kvar. Bland dessa finns komministerbostället Kyrkotorp, en parstuga som möjligen härstammar från 1600-talet och den forna fattigstugan, en tillbyggd enkelstuga.